# Melanagromyza subfusca
Melanagromyza subfusca este o specie de muște din genul Melanagromyza, familia Agromyzidae, descrisă de Malloch în anul 1914.
Este endemică în Taiwan. Conform Catalogue of Life specia Melanagromyza subfusca nu are subspecii cunoscute.